# Капуста, Майя Никитична
Майя Никитична Капуста (1926—2016) — ткачиха комбината «Засулаука мануфактура» Министерства лёгкой промышленности Латвийской ССР (Рига), Герой Социалистического Труда (1966). Член КПСС с 1971 г.

## Биография
Родилась 17 мая 1926 года в городе Зиновьевск Зиновьевского округа Украинской ССР.
Образование — 7 классов.
До 1949 года работала в сельском хозяйстве.
С 1949 года — ткачиха комбината «Засулаука мануфактура» (позднее — филиала № 3 Рижского хлопчатобумажного производственного объединения «Ригас мануфактура»).
Указом Президиума Верховного Совета СССР от 9 июня 1966 года за выдающиеся заслуги в выполнении заданий семилетнего плана и достижение высоких технико-экономических показателей по производству тканей, трикотажу, обуви, швейных изделий и другой продукции лёгкой промышленности присвоено звание Героя Социалистического Труда с вручением ордена Ленина и золотой медали «Серп и Молот».
Работала на комбинате до выхода на пенсию в 1984 году.
Депутат Совета Национальностей Верховного Совета СССР седьмого (1966—1970) и восьмого (1970—1974) созывов. Депутат Верховного Совета Латвийской ССР 9-го (от Рижского избирательного округа № 10) и 10-го созывов (1975—1985). Избиралась членом Рижского горкома Компартии Латвии, Президиума республиканского совета профсоюзов, Комитета Советских женщин.
Награждена орденом «Знак Почёта» (05.04.1971).
Сочинения:
- Капуста М. С открытым сердцем. Р., «Лиесма», 1974 (С) 36 с. с ил., портр. (Честь профессии). — 16 см. 2000 экз. 5 к.
- Капуста, Майя Никитична… Гражданином быть обязан : [О воспитании ком. отношения к труду. Рассказывает Герой Соц. Труда, деп. Верхов. Совета Латв. ССР ткачиха произв. об-ния «Ригас мануфактура»). — Сов. молодежь, 1980